# 中部內陸高速公路支線
中部內陸高速公路支線（：／ Jungbu Naeryuk gosokdoro jiseon */?），又稱邱馬高速公路（韓語：구마고속도로），是連接韓國大邱廣域市達城郡和北區的一條高速公路，長30公里。

## 历史
1977年長86.4公里的路段通車（内西JCT-琴湖JCT），2001年內西至玄風段被劃入中部內陸高速公路。